# Gymnocalycium mucidum
Gymnocalycium mucidum là một loài thực vật có hoa trong họ Cactaceae. Loài này được Oehme mô tả khoa học đầu tiên năm 1937.